# Nebula-díjas forgatókönyvek
A legjobb forgatókönyvnek járó Nebula-díjat első alkalommal 1973-ban ítélték oda. 1978 és 1998 között nem adtak át díjat a kategóriában.

## Győztesek és jelöltek
| Év   | Díjazottak | Jelöltek |
| ---- | --- | --- |
| 2008 | WALL·E /WALL·E Írta: Andrew Stanton, Jim Reardon ésPete Docter | - The Dark Knight /A sötét lovag Írta: Christopher Nolan, Jonathan Nolan, David Arata és David S. Goyer - Stargate Atlantis: "The Shrine" /Csillagkapu: Atlantisz: "The Shrine" Írta: Brad Wright |
| 2007 | Pan's Labyrinth /A faun labirintusa Írta: Guillermo del Toro | - Children of Men /Az ember gyermeke Írta: Alfonso Cuaron, Timothy J. Sexton, David Arata, Mark Fergus, és Hawk Ostby: - Doctor Who / Ki vagy, doki?: "Blink" Írta: Steven Moffat - The Prestige / A tökéletes trükk Írta: Christopher Nolan és Jonathan Nolan - V for Vendetta / V mint vérbosszú Írta: Larry Wachowski és Andy Wachowski - Star Trek: New Voyages / Star Trek: New Voyages "World Enough and Time" Írta: Marc Scott Zicree és Michael Reaves |
| 2006 | Howl's Moving Castle / A vándorló palota Írta: Mijazaki Hajao, Cindy Davis Hewitt, és Donald H. Hewitt                                                                   | - Batman Begins / Batman: Kezdődik Írta: Christopher Nolan és David S. Goyer - Battlestar Galactica: / Battlestar Galactica "Unfinished Business" Írta: Michael Taylor - Doctor Who / Ki vagy, doki?: The Girl in the Fireplace Írta: Steven Moffat |
| 2005 | Serenity /Serenity Írta: Joss Whedon | - Battlestar Galactica: / Battlestar Galactica "Act of Contrition/You Can't Go Home Again" Írta: Carla Robinson & Bradley Thompson & David Weddle |
| 2004 | The Lord of the Rings: The Return of the King / A Gyűrűk Ura: A király visszatér Írta: Fran Walsh & Philippa Boyens & Peter Jackson, J. R. R. Tolkien regénye alapján    | - The Incredibles / A Hihetetlen család Írta: Brad Bird - The Butterfly Effect / Pillangó-hatás Írta: J. Mackye Gruber és Eric Bress - Eternal Sunshine of the Spotless Mind / Egy makulátlan elme örök ragyogása Írta: Charlie Kaufman & Michel Gondry |
| 2003 | The Lord of the Rings: The Two Towers / A Gyűrűk Ura: A két torony Írta: Fran Walsh, Philippa Boyens, Stephen Sinclair & Peter Jackson; J. R. R. Tolkien regénye alapján | - Minority Report / Különvélemény Írta: Scott Frank & Jon Cohen - Futurama: /Futurama Where No Fan Has Gone Before Írta: David A. Goodman - Spirited Away / Chihiro Szellemországban Írta: Mijazaki Hajao, Cindy Davis Hewitt & Donald H. Hewitt - Finding Nemo / Némó nyomában Írta: Andrew Stanton, Bob Peterson & David Reynolds |
| 2002 | The Lord of the Rings: The Fellowship of the Ring /A Gyűrűk Ura: A Gyűrű Szövetsége Írta: Fran Walsh, Philippa Boyens & Peter Jackson; J. R. R. Tolkien regénye alapján  | - Shrek / Shrek Írta: Ted Elliott & Terry Rossio - The Dead Zone / Alkonyzóna Írta: Michael Taylor - Buffy the Vampire Slayer: / Buffy a vámpírvadász Once More, With Feeling Írta: Joss Whedon |
| 2001 | Crouching Tiger, Hidden Dragon / Tigris és sárkány Írta: James Schamus, Kuo Jung Tsai & Hui-Ling Wang; Wang Dulu regénye alapján                                         | - O Brother, Where Art Thou? / Ó, testvér, merre visz az utad? Írta: Ethan Coen & Joel Coen - X-Men / X-Men Írta: Tom DeSanto & Bryan Singer, történet; David Hayter, forgatókönyv - Buffy the Vampire Slayer: / Buffy a vámpírvadász The Body Írta: Joss Whedon |
| 2000 | Galaxy Quest /Galaktitkos küldetés Írta: David Howard & Robert Gordon | - The Green Mile / Halálsoron Írta: Frank Darabont - Princess Mononoke / A vadon hercegnője Írta: Mijazaki Hajao & Neil Gaiman - Being John Malkovich /John Malkovich menet Írta: Charlie Kaufman - Unbreakable / Sebezhetetlen Írta: M. Night Shyamalan - Dogma /Dogma Írta: Kevin Smith |
| 1999 | The Sixth Sense / Hatodik érzék Írta: M. Night Shyamalan | - The Devil's Arithmetic /Az ördög számtana Írta: Robert J. Avrech - The Iron Giant / Szuper haver Írta: Brad Bird & Tim McCanlies - The Uranus Experiment: Part 2 Írta: John Millerman - ezt nem hiszem, de ez van az enwikin. - The Matrix / Mátrix Írta: Wachowski testvérek |
| 1977 | A speciális díj Star Wars Episode IV: A New Hope /Csillagok háborúja IV: Egy új remény                                                                                   | . |
| 1976 | (nincs győztes) | - Harlan! Harlan Ellison Reads Harlan Ellison Írta: Harlan Ellison - Logan's Run / Logan futása Írta: David Zelag Goodman; William F. Nolan & George Clayton Johnson regénye alapján - The Man Who Fell to Earth / A Földre pottyant férfi Írta: Paul Mayersberg; Walter Tevis regénye alapján |
| 1975 | Young Frankenstein / Ifjú Frankenstein Írta: Mel Brooks & Gene Wilder; Mary Shelley regénye alapján                                                                      | - Dark Star /Sötét csillag Írta: John Carpenter & Dan O'Bannon - A Boy and His Dog /A fiú és a kutyája Írta: L. Q. Jones; Harlan Ellison regénye alapján - Rollerball / Rollerball Írta: William Harrison |
| 1974 | Sleeper /Hétalvó Írta: Woody Allen | - Frankenstein: The True Story Írta: Christopher Isherwood & Don Bachardy; Mary Shelley regénye alapján - Fantastic Planet / A vad bolygó Írta: René Laloux & Roland Topor; Stefan Wul regénye alapján |
| 1973 | Soylent Green /Zöld szója Írta: Stanley R. Greenberg; Harry Harrison regénye alapján                                                                                     | - Westworld / Feltámad a vadnyugat Írta: Michael Crichton - Steambath Írta: Bruce Jay Friedman - Catholics Írta: Brian Moore |

## Fordítás
- Ez a szócikk részben vagy egészben  a   Nebula_Award_for_Best_Script című angol Wikipédia-szócikk fordításán alapul.  Az eredeti cikk szerkesztőit annak laptörténete sorolja fel. Ez a jelzés csupán a megfogalmazás eredetét és a szerzői jogokat jelzi, nem szolgál a cikkben szereplő információk forrásmegjelöléseként.

## Külső hivatkozások
- Nebula-díj hivatalos oldal (angolul)